# Pedro Nicácio
Pedro Nicácio, é um ciclista profissional brasileiro nascido a 13 de outubro de 1981 em Curitiba (estado do Paraná). É um destacado contrarrelógista pelo que tem sido 3 vezes campeão brasileiro contrarrelógio (2005, 2006, 2007) e campeão panamericano (2006).
Começou no ciclismo em 1997 mas competindo em ciclismo de montanha onde foi vice-campeão brasileiro júnior em 1999. Em 2001, alentado pela potência que tinha na estrada, começou a competir em provas de dita modalidade, sem deixar o mountain bike, até que em 2002 optou definitivamente pelo ciclismo de estrada.
Em 2004 obteve o terceiro lugar no Tour de Santa Catarina e um ano depois a mesma localização na Volta do Estado de São Paulo por trás dos argentinos Jorge Giacinti e Matías Medici, além de conseguir a medalha de prata na contrarrelógio dos campeonatos panamericanos e ser campeão brasileiro na mesma especialidade.
Em 2006 obteve os seus maiores lauros quando conseguiu a medalha de ouro nos campeonatos panamericanos e venceu no Tour de Santa Catarina.
Em 2007 passou à equipa profissional Scott-Marcondes César-São José dos Campos e coroou-se pela terceira vez campeão brasileiro contrarrelógio. Deixou o Scott-Marcondes e alinhou pela outra equipa continental em 2010, o Funvic-Pindamonhangaba.
Um controle antidopagem realizado a 23 de abril de 2010 durante o Tour de Santa Catarina, deu positivo por EPO. Nicácio foi notificado a 9 de julho (um mês após ser 2º no campeonato brasileiro contrarrelógio). A falha, que foi opinado a 20 de setembro, o sentenciou a 2 anos de suspensão a partir da data de notificação, com o qual foi suspenso até 8 de julho de 2012 e sofreu a desclassificação de todos os seus resultados desportivos obtidos desde a data do controle positivo. Culminada a sanção, a 14 de julho de 2012, voltou a alinhar pelo Funvic-Pindamonhangaba.

## Palmarés
2005
- 2º no Campeonato Panamericano de Ciclismo em Contrarrelógio
- Campeonato do Brasil de Contrarrelógio

2006
- 1 etapa da Volta de Porto Alegre
- 1º no Campeonato Panamericano de Ciclismo em Contrarrelógio
- Campeonato de Brasil de Contrarrelógio
- Tour de Santa Catarina, mais 1 etapa e o prólogo

2007
- Campeonato do Brasil de Contrarrelógio
- 1 etapa do Tour de Santa Catarina

2008
- 2º no Campeonato do Brasil Contrarrelógio

2010
- 1 etapa da Volta Ciclista do Uruguai

2014
- Campeonato do Brasil de Contrarrelógio